# Leah Moore
Leah Moore (4 de febrer de 1978) és una escriptora i guionista de còmics anglesa.

## Biografia i obra
És filla d'Alan Moore i Phyllis Moore i va néixer l'any 1978 a Northampton, Anglaterra. El seu pare és conegut com a escriptor de còmics i Moore es va familiaritzar amb aquesta indústria. Viu a Liverpool amb el seu marit i els seus fills.
Moore va començar a escriure còmics amb contes per America's Best Comics al 2002. Des del 2003, la major part dels seus còmics han estat escrits amb el seu marit John Reppion, com a Moore & Reppion. Junts han escrit guions de còmics i novel·les gràfiques del 2000 AD, Channel 4 Education, Dark Horse, DC Comics, Dynamite Entertainment, Electricomics, IDW i Self Made Hero. Moore i Reppion van ser consultors d'escriptors per a alguns dels misteris presentats a la plataforma multifuncional d'aventura de Frogwares Games, Sherlock Holmes - Crimes & Punishments, de l'any 2014. Moore va ser la Project Manager i editora col·laboradora de la plataforma de publicació i lectura de còmics digitals Electricomics del 2013 al 2016. Moore ha escrit per a Dynamite Entertainment (Swords of Sorrow de Gail Simone, Red Sonja), Heavy Metal Magazine, 2000 AD (Summer Special 2018) i Black Crown Publishing Arxivat 2020-02-02 a Wayback Machine. de Shelly Bond (Femme Magnifique, Black Crown Trimestral). També ha escrit columnes i articles per a Lifetime TV Online, The Big Issue i Comic Heroes Magazine.

## Treballs
Còmics
- Wild Girl (amb el coautor John Reppion, i l'art de Shawn McManus i J.H. Williams III, Wildstorm, 2006)
- Albion (trama d'Alan Moore, amb el coautor John Reppion, i l'art de Shane Oakley, Wildstorm, 2006, tpb, Wildstorm, 176 pàgines, desembre de 2006, ISBN 1-4012-0994-7, Titan Books, 144 pàgines, gener de 2007, ISBN 1-84576-351-3)
- Accent Anthologies (amb el coautor John Reppion)
- Witchblade: "Shades of Gray" (amb el coautor John Reppion, i l'art de Stephen Segovia, Top Cow/Dynamite Entertainment, 2007)
- Raise the Dead (amb el coautor John Reppion, i el dibuixant Hugo Petrus i l'il·lustrador Marc Rueda, mini-sèrie de 4 volums, Dynamite Entertainment, 2007, tpb, 120 pàgines, febrer de 2008, ISBN 1-933305-56-8)
- Savage Tales: "Battle for Atlantis" (amb el coautor John Reppion, i l'art de Pablo Marcos, a Savage Tales #1–3, Dynamite Entertainment, 2007)
- Gene Simmons House of Horrors: "Into The Woods" (amb el coautor John Reppion, i l'art de Jeff Zornow, IDW Publishing, 2007, tpb, 192 pàgines, abril de 2008, ISBN 1-60010-209-3)
- Space Doubles: "Project: Obeah" (amb el coautor John Reppion, i l'art de Jeremy Dale i Jason Roth, Th3rd World Studios, 2007)
- Nevermore: "The Black Cat" (amb el coautor John Reppion, i l'art de James Fletcher, Eye Classics, Self Made Hero, octubre de 2007, ISBN 978-0-9552856-8-4)[8]
- Deadeye (amb el coautor John Reppion i l'art de Matt Timson, in Popgun No. 1, Popgun No. 2, Image Comics, 2007/2008)
- Darkness vs. Eva (amb el coautor John Reppion i l'art d'Edgar Salazar)[9][10]
- Doctor Who: "The Whispering Gallery (amb el coautor John Reppion i l'art de Ben Templesmith, one-shot, IDW Publishing)
- The Complete Dracula (amb el coautor John Reppion i l'art de Colton Worley, 5-issue limited series, Dynamite Entertainment 2009)
- The Trial of Sherlock Holmes (amb el coautor John Reppion, Dynamite Entertainment 2009)
- The Thrill Electric amb el coautor John Reppion i l'art de WindFlower Studio, October 2011,
- Sherlock Holmes – The Liverpool Demon (amb el coautor John Reppion), Dynamite Entertainment, 2013

Llibres
- Tolkien's Middle-Earth: A Portrait of a Mythology, 2002
- Tom Strong, 2010
- Kismet, 2013
- Guarded, 2014
- Swords of Sorrow, 2015
- Black Crown, 2017